# Unterseeboot type U 5 (Allemagne)
Pour les articles homonymes, voir Unterseeboot type U 5.
Le Unterseeboot type U 5 était une classe de sous-marins (Unterseeboot) construite en Allemagne pour la Kaiserliche Marine avant la Première Guerre mondiale.

## Conception
Ce type de U-Boot était manœuvré par 4 officiers et 24 membres d'équipage.
| Bateaux   | Nbr | Chantier naval       | N° fabrique | Construction |
| --------- | --- | -------------------- | ----------- | ------------ |
| U-5 à U-8 | 4   | Germaniawerft à Kiel | 147- 150    | 1908 - 1911  |

## Liste des sous-marins type U 5
Quatre exemplaires de sous-marins de type U 5 a été construit.

- SM U-5
- SM U-6
- SM U-7
- SM U-8

### Sources
- (en) Cet article est partiellement ou en totalité issu de l’article de Wikipédia en anglais intitulé « SM U-5 (Germany) » (voir la liste des auteurs).